# Albert Beuchat
Albert Robert Beuchat (13 dicembre 1890 – Berna, 29 luglio 1970) è stato un calciatore svizzero, di ruolo centrocampista.

## Carriera

### Nazionale
Ha collezionato 5 presenze con la propria Nazionale.